# Pyrenopeziza depressuloides
Pyrenopeziza depressuloides är en svampart som först beskrevs av Gremmen, och fick sitt nu gällande namn av Gremmen 1958. Pyrenopeziza depressuloides ingår i släktet Pyrenopeziza, ordningen disksvampar, klassen Leotiomycetes, divisionen sporsäcksvampar och riket svampar.   Inga underarter finns listade i Catalogue of Life.